# Plateau de Kohl
Le plateau de Kohl est un plateau situé au nord de la chaîne d'Allardyce, en Géorgie du Sud.